# Велика Натальєвка
Велика Ната́льєвка (рос. Большая Натальевка) — селище у складі Тісульського округу Кемеровської області, Росія.

## Населення
Населення — 136 осіб (2010; 195 у 2002).
Національний склад (станом на 2002 рік):
- росіяни — 80 %